# Graphidipus flaviceps
Graphidipus flaviceps là một loài bướm đêm trong họ Geometridae.